# Onobrychis rechingerorum
Onobrychis rechingerorum är en ärtväxtart som beskrevs av Per Erland Berg Wendelbo. Onobrychis rechingerorum ingår i släktet esparsetter, och familjen ärtväxter. Inga underarter finns listade i Catalogue of Life.